# Schichtflächenalb

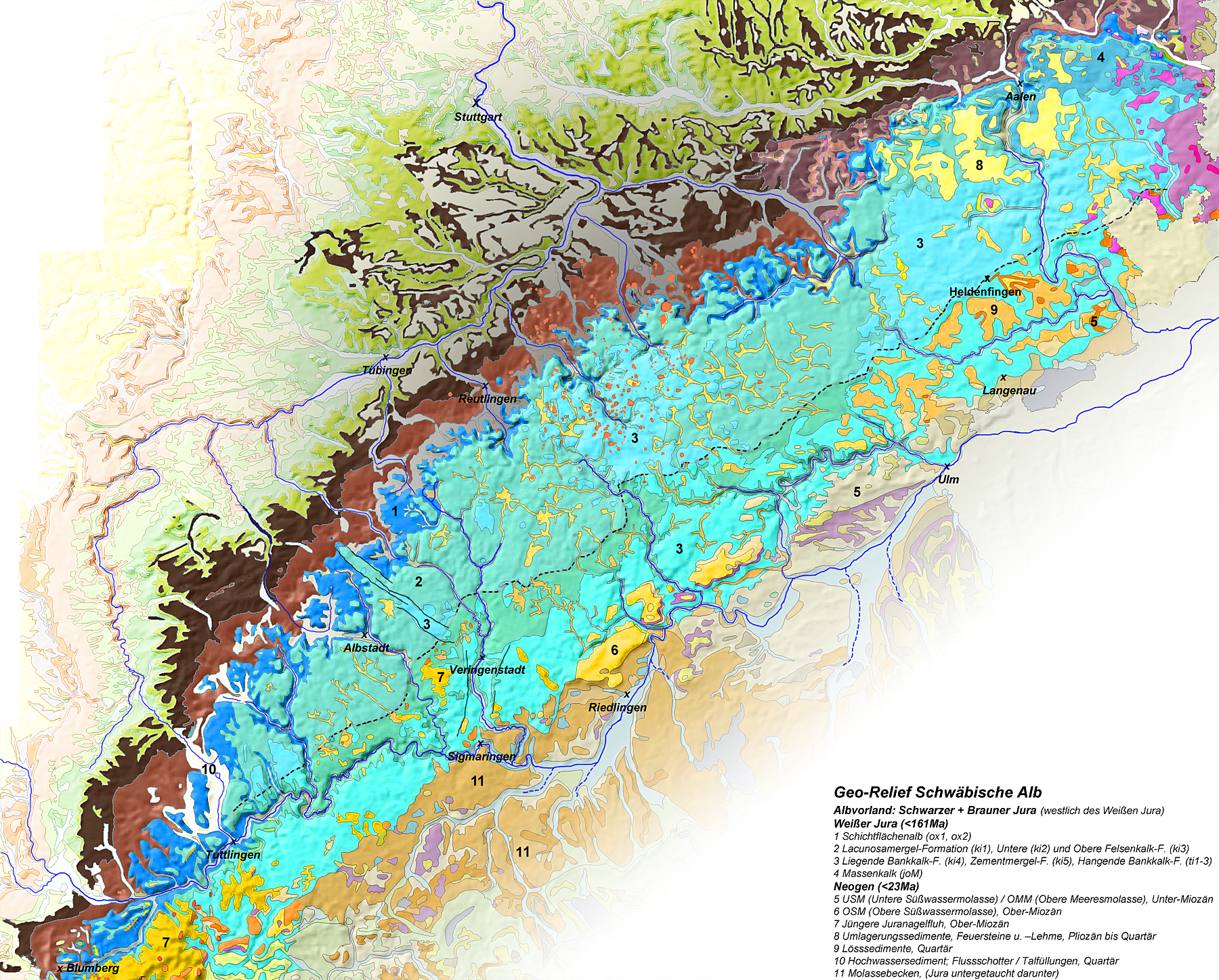
Geologisches Relief der obersten Gesteinsformationen, inklusive nördliches Alb-Vorland, Klifflinie und Rand des südlichen Molassebeckens

Die Schichtflächenalb ist eine selten gebrauchte Bezeichnung für den nordwestlichen Streifen der Schwäbischen Alb. Dabei werden die Landschaftseinheiten in Albtrauf, Schichtflächenalb, Kuppenalb und Flächenalb unterschieden. Sie hat ihren Namen nach typisch abgestuften Formen und besteht überwiegend aus verkarstungsfähigen Gesteinen, insbesondere Jurakalk und Mergel, einzelne Kuppen aus Riffkalke. Die heute überwiegend verwendete geologische Gliederung baut auf dem in den 1950er Jahren entstandenen Handbuch der naturräumlichen Gliederung Deutschlands und in nachfolgenden Einzelblättern 1:200.000 der Bundesanstalt für Landeskunde auf, das die Schwäbische Alb lediglich in die naturräumlichen Teillandschaften Kuppenalb und Flächenalb unterteilt.
Die Stufendachfläche des Albtraufs wird vor allem von stark gebankten Kalken des Oxfordiums (unterste Stufe des Weißjura) aufgebaut. Sie ist aber nicht durchgängig ausgebildet und zeigt eine ebene bis flachwellige Hochfläche, die von den tiefen Tälern am Trauf zerschnitten ist. Gegen Osten treten vereinzelt ungebankte Kalke der Schwammfazies auf, die aber das Hauptcharakteristikum der südöstlich angrenzenden Kuppenalb sind.
Der typische Bewuchs der Schichtflächenalb ist Rotbuchenwald (Untertyp Kalkbuchenwald) auf Terra-fusca-Böden. Weiters finden sich lössartige Böden, Parabraunerden und Rendzina. Das Klima ist kühl mit relativ hohen Niederschlägen, die nach Südwesten zur Kuppen- und Flächenalb hin kontinuierlich abnehmen. Der Jahresniederschlag beträgt etwa 100 cm und fällt nahe dem Albtrauf v. a. als Steigungsregen.